# باولو وفيتوريو تافياني
باولو تافياني (من مواليد 8 نوفمبر 1931) وفيتوريو تافياني (20 سبتمبر 1929 - 15 أبريل 2018)، يشار إليهما مجتمعين باسم الأخوين تافياني، مخرجين سينمائيين إيطاليين و كتاب سيناريو تعاونوا في العديد من الإنتاجات السينمائية. وقدما أكثر من 20 فيلماً على مدى أكثر من 50 عاماً، وتنسب إليهما بعض أشهر أفلام السينما الإيطالية بعد الحرب، فاز الأخوين تافياني في مهرجان كان السينمائي، بجائزة السعفة الذهبية وجائزة الاتحاد الدولي للنقاد السينمائيين عن فيلم بادري بادروني عام 1977 وجائزة لجنة التحكيم الكبرى لفيلم ليلة سان لورينزو (ليلة النجوم المتساقطة، 1982). في عام 2012 فازوا بجائزة الدب الذهبي في مهرجان برلين السينمائي الدولي عن فيلم قيصر يجب أن يموت.
توفي فيتوريو تافياني في 15 أبريل 2018 عن عمر يناهز 88 عامًا.

## روابط خارجية
- Paolo Taviani في قاعدة بيانات الأفلام على الإنترنت
- Vittorio Taviani في قاعدة بيانات الأفلام على الإنترنت
- Paolo Taviani في موقع الطماطم الفاسدة
- Vittorio Taviani في موقع الطماطم الفاسدة